# Єжов Володимир Михайлович
Володимир Михайлович Єжов (31 січня 1950, місто Іркутськ, тепер Російська Федерація) — радянський діяч, науковець, секретар парткому Іркутського наукового центру Сибірського відділення АН СРСР. Член ЦК КПРС у 1990—1991 роках. Кандидат фізико-математичних наук.

## Життєпис
У 1972 році закінчив Іркутський державний університет.
У 1972—1975 роках — асистент, у 1975—1978 роках — аспірант, з 1978 року — асистент, старший викладач, голова профспілкового комітету Іркутського державного університету.
Член КПРС з 1974 року.
У 1985—1991 роках — секретар партійного комітету (парткому) Іркутського наукового центру Сибірського відділення Академії наук СРСР.
Подальша доля невідома.